# 泉上镇
泉上镇是中国福建省三明市宁化县下辖的一个镇。

## 行政区划
现辖：
泉上社区、泉上村、罗李村、联群村、谢新村、青瑶村、延祥村、黄新村、泉正村、泉永村、豪亨村和新军村。